# Giardiosi
La giardiosi, giardiasi o febre del castor (de l'anglès beaver fever) és una protozoosi causada per la Giardia lamblia, i que ocasiona diarrea en afectar l'intestí prim dels humans. La giardiasi es vincula amb el nivell socioeconòmic d'un país, amb una prevalença que oscil·la entre el 2 i el 7% a la majoria de les regions industrialitzades i arribant a 40% als països en desenvolupament. Giardia té un ampli marge d'hostes mamífers a més dels humans, cosa que fa molt difícil erradicar-la. Per la gent amb el sistema immunitari afectat com els ancians o els pacients amb SIDA la giardiosi pot ser mortal.

## Agent

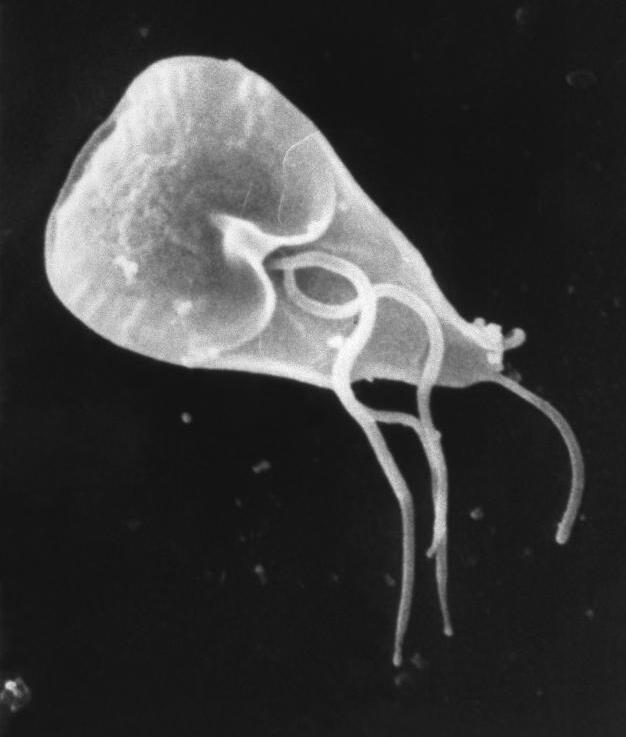
Giardia

L'agent causant de la mallatia és un protozou entèric paràsit, Giardia lamblia.

## Descobriment

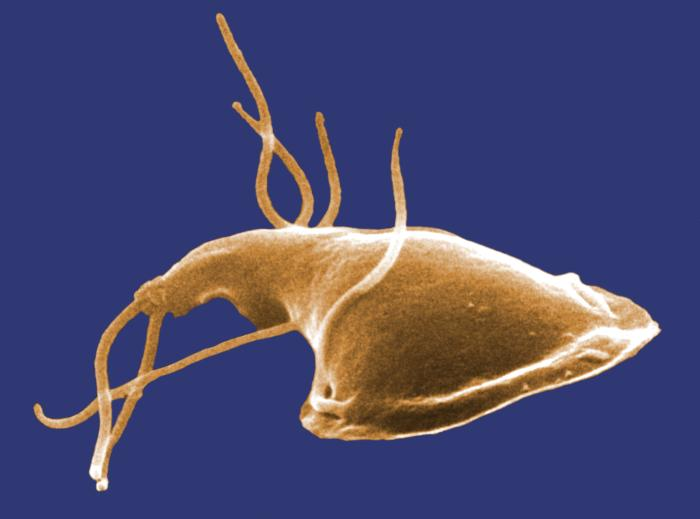
Superfície dorsal de Giardia

Antonie van Leeuwenhoek de Delft, Països baixos, va descriure aquests tipus de microorganismes i va ser el primer a descobrir G. lamblia, més tard, el 1859, es van fer estudis per part del metge txec Vilem Lambl, Però no va enllaçar la malaltia diarreica amb ell, pensant que era un microorganisme normal de la flora intestinal.
El 1915, Charles Wardell Stiles, li donà el nom actual de Giardia lamblia, en honor dels professors A. Giard de París i Dr. Lambl a Praga. Charles Wardell Stiles ja sospità de la realció de Giardia amb la diarrea cosa que va quedar ben establerta l'any 1954 per Dr. Robert Rendroff.

## Transmissió
La giardiosi és causada per la ingestió de cists infecciosos. Hi ha moltes vies de transmissió incloent les de persona a persona (la majoritària), per l'aigua i venèria.
La giardiosi s'estén durant períodes de pluges fortes com les del Monsó.
Giardia no té vector.

## Símptomes
La infecció per Giardia lamblia provoca la giardiosi i aquesta té un període d'incubació d'entre 1 i 8 setmanes (12 a 19 dies). Hi ha persones asimptomàtiques, però en el cas de presentar simptomalogia pot durar de setmanes a mesos. Les símptomes gastrointestinals són les més valents. Entre les símptomes constitucionals hi ha l'anorèxia, i la fatiga. >

## Diagnòstic
Per la presència d'ous grans a la femta o per cromatografia.

## Tractament
El tractament no sempre és necessari, ja que la infecció sol resoldre's per si sola. Tanmateix, si la malaltia és aguda o els símptomes persisteixen i es necessiten medicaments per tractar-la, s'utilitza un medicament de nitroimidazol com ara metronidazole (EFG, Flagyl) o tinidazole (Tricolam).
L'Organització Mundial de la Salut i la Societat de Malalties Infeccioses d'Amèrica recomanen el metronidazol com a teràpia de primera línia.